# Pezizàcies
Les pezizàcies (Pezizaceae) són una família de fongs ascomicots de l'ordre dels pezizals (Pezizales) que produeixen bolets que tendeixen a créixer en forma de tassa o copa. Les espores es formen a la superfície interna del bolet i en molts casos són expulsades cap enfora quan es donen les condicions ideals i el bolet és madur.
Creixen amb formes peculiars, que moltes vegades recorden a tasses. Per exemple, la cassoleta taronja (Aleuria aurantia) s'assembla a una pell de taronja. Poden tenir colors molt vius, com per exemple la cassoleta vermella (Sarcoscypha coccinea), que normalment és un primer indici de primavera allà on creix. Segons una estimació del 2008, aquesta família conté 31 gèneres i 230 espècies.